# ハプログループM7 (mtDNA)
ハプログループM7 (mtDNA)（ハプログループM7 (ミトコンドリアDNA)、英: Haplogroup M7 (mtDNA)）とは、分子人類学で用いられる、人類のミトコンドリアDNAハプログループ（型集団）の分類のうち、ハプログループMの子系統の一。

## 起源
Mから分岐したグループであり、シベリア南部 - 極東あたりで発生した。

## 下位系統と分布
ハプログループM7aは、日本人の約7.6%が属し、沖縄（23%）、本州（7%）の他、平取町アイヌ（16%）や、縄文人の人骨からも検出されている。日本列島以外では、沿海州、朝鮮半島、中国等にも僅かに見られる。
ハプログループM7bやハプログループM7cがベトナム、ラオス、タイなどの東南アジアや、中国大陸南部で多く検出される。ハプログループM7bは中国（漢族 1072/21668 = 4.947%、6/160 = 3.75%）、台湾（4/91 = 4.4%）、日本（岐阜県立病院にて受診をした人 113/2906 = 3.89%、北部九州 10/256 = 3.9%、平取町アイヌ 2/51 = 3.9%、沖縄 13/326 = 4.0%、4.3%、63/1312 = 4.80%、東海 14/282 = 5.0%、東北 22/336 = 6.5%、沖縄 4/50 = 8.0%）、韓国（39/1365 = 2.86%、9/203 = 4.4%）でも広く見られる。
M7aのほかに日本で見られる下位系統は主にM7b1a1a1（4.1%）、M7c1a4a（0.4%）、M7b1a1h（0.3%）、M7c1a2a1（0.3%）、M7c1a3（0.3%）。

## 系統樹
、マニス・バン・オーブンとマンフレッド・カイザーの論文による。
- M7
  - M7a
    - M7a1
      - M7a1a
        - M7a1a1
          - M7a1a1a

        - M7a1a2
        - M7a1a3
        - M7a1a4
          - M7a1a4a

        - M7a1a5
        - M7a1a6
        - M7a1a7

      - M7a1b

    - M7a2
      - M7a2a
      - M7a2b

  - M7b'c'd'e
    - M7b'd
      - M7b
        - M7b1'2
          - M7b1
            - M7b1a
              - M7b1a1
                - M7b1a1a
                  - M7b1a1a1 日本（4.1%[6]）、韓国[8]、中国（漢族 0.263%[2]、北京市漢族・イリカザフ自治州漢族・内モンゴル自治区バルガ族等[8]）、サウジアラビア[8]、アメリカ合衆国[8]

              - M7b1a2 マレーシア[8]
                - M7b1a2a (M7b1a2+T16324C)
                  - M7b1a2a2 (M7b1a2a+C9593T)
                  - M7b1a2a+A9468G 中国（シェ族[8]）
                    - M7b1a2a1 (M7b1a2a+A9468G+T4454C) 台湾（パイワン族等[8]）、フィリピン（バターンアエタ族・アバクノン[8]）、インドネシア（パランカラヤ・Waigapu等[8]）
                      - M7b1a2a1a (M7b1a2a1+G709A+T7175C+C15912T) 台湾（タイヤル族等[8]）
                        - M7b1a2a1a1 (M7b1a2a1a+C15040T) 台湾（サイシアト族等[8]）
                          - M7b1a2a1a1a (M7b1a2a1a1+A4562G) 台湾（サイシアト族[8]）

                      - M7b1a2a1b (M7b1a2a1+T13965C) 台湾（タイヤル族[8]）
                        - M7b1a2a1b1 (M7b1a2a1b+T471C) 台湾（タイヤル族・サイシアト族[8]）

                      - M7b1a2a1c (M7b1a2a1+G6951A) 台湾[8]
                      - M7b1a2a1d (M7b1a2a1+A6443G) フィリピン（マラナオ族[8]）
                      - M7b1a2a1e (M7b1a2a1+C16527T) 台湾（パイワン族等[8]）
                      - M7b1a2a1f (M7b1a2a1+T16509C) 台湾（タイヤル族等[8]）
                      - M7b1a2a1g (M7b1a2a1+A11923G) 台湾（タイヤル族・サイシアト族[8]）
                      - M7b1a2a1h (M7b1a2a1+C2068T) 台湾（タオ族等[8]）
                      - M7b1a2a1i (M7b1a2a1+G9380A) 台湾（サイシアト族・ブヌン族[8]）
                      - M7b1a2a1j (M7b1a2a1+T8265C) アメリカ合衆国[8]
                      - M7b1a2a1k (M7b1a2a1+G14305A) アメリカ合衆国[8]

                    - M7b1a2a+A9468G+A16399G 中国（モンゴル族・漢族等[8]）
                      - M7b1a2a+A9468G+A16399G+G9575A 中国（ウイグル族[8]）
                      - M7b1a2a+A9468G+A16399G+C11471T 中国（タシュクルガンタジク自治県キルギス族・貴州省ミャオ族[8]）
                      - M7b1a2a+A9468G+A16399G+A16302C

            - M7b1b モンゴル[8]、キルギス[8]、ロシア（ハムニガン[8]）
              - M7b1b1 (M7b1b+C16239T) ロシア（ブリヤート[8]）、中国（サラール族[8]）
              - M7b1b2 (M7b1b+A9051G) カザフスタン[8]、ロシア（テレウト[8]）

          - M7b2
            - M7b2a
            - M7b2b
            - M7b2c

        - M7b3
          - M7b3a

      - M7d

    - M7c'e
      - M7c
        - M7c1 フィリピン[8]、マダガスカル[8]、オーストラリア[8]、日本（関東甲信越・中部北陸等・計1.3%[6]）
          - M7c1a 中国（リー族[8]）
            - M7c1a1 (M7c1a+G12372A+G13759A) 中国（漢族 0.254%[2]）
              - M7c1a1a (M7c1a1+A12810G) 中国（漢族 0.111%[2]）
              - M7c1a1b (M7c1a1+G3736A+G10586A) 中国（漢族 0.134%[2]、河南省漢族等[8]）、台湾[8]、アゼルバイジャン人[8]
                - M7c1a1b1 (M7c1a1b+A15769G+G16145A) ロシア（エヴェン・ヤクート[8]）

            - M7c1a2
              - M7c1a2a (M7c1a2+C6053T+T12804C) 中国（漢族 0.051%[2]）
                - M7c1a2a1 (M7c1a2a+T7961C) 韓国[8][9]、日本（東北・関東甲信越・中部北陸・計0.3%[6]、福島県[8]）、中国（漢族 安徽省2人・吉林省1人・山西省1人・河南省1人・上海市1人・計0.028%[2]）、カザフスタン[9]
                  - M7c1a2a1a (M7c1a2a1+A13269G) 日本[9]（東京都等[8]）、韓国[9]、中国（ウイグル族[8]、安徽省漢族1人・計0.0046%[2]）

                - M7c1a2a2 (M7c1a2a+A16038G) 中国（漢族 台湾1人・重慶市1人・遼寧省1人・広東省2人・計0.023%[2]、シェ族[8]）

              - M7c1a2b (M7c1a2+G7762A)

            - M7c1a3 中国（漢族 0.217%[2]、北京市漢族等[8]）、台湾（漢族[8]）、タイ王国（南部タイ人[8]）、日本（北海道・東北・関東甲信越・中部北陸・九州・計0.3%[6]）
              - M7c1a3a (M7c1a3+G513A) 日本（東京都[8]）、中国[8]
                - M7c1a3a1 (M7c1a3a+A13299G) 日本（愛知県[8]）
                  - M7c1a3a1a (M7c1a3a1+T4688C) 韓国[8]、シンガポール[8]
                  - M7c1a3a1b (M7c1a3a1+C16185T) 中国（黒竜江省ダウール族）

                - M7c1a3a2 (M7c1a3a+G3316A) アメリカ合衆国[8]
                  - M7c1a3a2a (M7c1a3a2+C61T) 韓国（京畿道[8]）

              - M7c1a3b (M7c1a3+C8371T) 中国[8]
              - M7c1a3c (M7c1a3+G1664A) 馬祖島[8]
              - M7c1a3d (M7c1a3+T3027C) 台湾[8]、中国（福建省漢族1人・計0.0046%[2]）
              - M7c1a3e (M7c1a3+T16311C!) 中国（カザフ族[8]）
              - M7c1a3f (M7c1a3+C469T) 台湾[8]
              - M7c1a3g (M7c1a3+T5196C) 中国（吉林省漢族1人・遼寧省漢族1人・山東省漢族2人・河北省漢族1人・計0.023%[2]）

            - M7c1a4 (M7c1a+C12906A)
              - M7c1a4a (M7c1a4+T9797C+C11815A) 日本（北海道・東北・関東甲信越・中部北陸・計0.4%[6]）、中国[9]
                - M7c1a4a1 (M7c1a4a+C16173T) 中国[8]
                  - M7c1a4a1a (M7c1a4a1+G1888A) 中国（ウイグル族[8]）
                  - M7c1a4a1b (M7c1a4a1+C16295T) 台湾[8]、中国（広西チワン族自治区等[8]）

              - M7c1a4b (M7c1a4+T334C+A5894G)
                - M7c1a4b1 (M7c1a4b+C9112T) 台湾（ツォウ族[8]）
                - M7c1a4b2 (M7c1a4b+C15104T) 台湾（閩南語系漢族等[8]）

            - M7c1a5 (M7c1a+A7960G+T15787C+A15924G) 日本（東北地方・計0.1%[6]）
              - M7c1a5a (M7c1a5+C11389T) 中国（漢族 0.055%[2]、江蘇省回族[8]）、韓国（ソウル[8]）
                - M7c1a5a1 (M7c1a5a+G11914A!) 韓国[8]、日本（愛知県[8]）

              - M7c1a5b (M7c1a5+C9243T) インドネシア（マナド[8]）

            - M7c1a6 (M7c1a+T1809C)
              - M7c1a6a (M7c1a6+T16075C) ベトナム[8]
                - M7c1a6a1 (M7c1a6a+C1236T) タイ王国（フアン族[8]）
                  - M7c1a6a1a (M7c1a6a1+G13928C) タイ王国（北タイ人[8]）、ラオス（ルアンパバーン[8]）、中国（四川省イ族[8]）
                  - M7c1a6a1b (M7c1a6a1+T3944C) タイ王国（中部タイ人[8]）
                  - M7c1a6a1c (M7c1a6a1+T6392C) ベトナム（キン族等[8]）
                  - M7c1a6a1d (M7c1a6a1+G6267A) ベトナム[8]、台湾[8]
                  - M7c1a6a1e (M7c1a6a1+T4418C) ベトナム[8]

              - M7c1a6b (M7c1a6+T13215C) 中国[8]、シンガポール[8]

            - M7c1a7 (M7c1a+C15175T)
              - M7c1a7a (M7c1a7+T15289C) ベトナム（キン族・Thai族等[8]）、タイ王国（中部タイ人[8]）、中国（広東省[8]）

          - M7c1b
            - M7c1b1 ロシア[9]（ブリヤート[8]）、日本（中部北陸地方・計0.1%[6]）、中国（陝西省漢族1人・浙江省漢族1人・計0.009%[2]）
            - M7c1b2 中国（漢族 0.554%[2]）
              - M7c1b2a 中国（漢族 0.125%[2]）
                - M7c1b2a1 (M7c1b2a+C5194T) 中国（漢族 0.042%[2]、北京市漢族等[8]）
                - M7c1b2a2 (M7c1b2a+A10661G) モンゴル[8]、ロシア（ハムニガン[8]）

              - M7c1b2b (M7c1b2+G7337A) 日本（東北・中部北陸・計0.1%[6]）、台湾（閩南語系漢族[8]）、中国（漢族 0.300%[2]、バルガ族[8]）、ハンガリー（今より約1300年前のアヴァール人骨[8]）
                - M7c1b2b1 (M7c1b2b+A11337G) 中国（漢族 0.042%[2]）
                - M7c1b2b2 (M7c1b2b+G8886A) 中国（福建省漢族1人・山東省漢族1人・計0.009%[2]）
                - M7c1b2b3 (M7c1b2b+T8404C) 中国（漢族 0.166%[2]）
                - M7c1b2b4 (M7c1b2b+G15596A) マレーシア（テムアン族[8]）、シンガポール[8]

        - M7c2 中国（リー族[8]）
          - M7c2a (M7c2+C16291T) タイ王国（中部タイ人・北東部タイ人[8]）、中国（リー族・傣族[8]）
            - M7c2a1 (M7c2a+C3831T) 中国[8]
            - M7c2a2 (M7c2a+C6927T) タイ王国[8]
            - M7c2a3 (M7c2a+A9180G) タイ王国（シャン族・北東部タイ人[8]）
            - M7c2a4 (M7c2a+C4712T) ベトナム（Thai族等[8]）
            - M7c2a5 (M7c2a+T1700C) ベトナム（コーラオ族[8]）

          - M7c2b (M7c2+A11084G) 台湾（漢族[8]）、タイ王国（タイルー族[8]）、チェコ[8]、アメリカ合衆国[8]
          - M7c2c (M7c2+A11923G) 台湾[8]、タイ王国（セク族[8]）

        - M7c3 インドネシア（パランカラヤ[8]）、中国（湖北省漢族1人・河南省漢族1人・上海市漢族1人・浙江省漢族1人・計0.018%[2]）
          - M7c3a (M7c3+A5978G) 中国（シェ族[8]）
          - M7c3b (M7c3+C198T) アメリカ合衆国[8]
            - M7c3b1 (M7c3b+A5504G) 台湾[8]
              - M7c3b1a (M7c3b1+A16207G) 台湾（アミ族[8]）

          - M7c3c

      - M7e